# Dokument

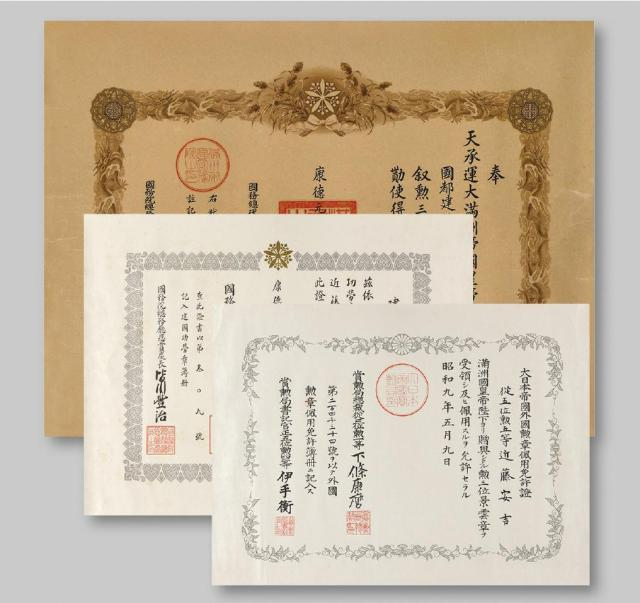
Dokumenty piśmiennicze

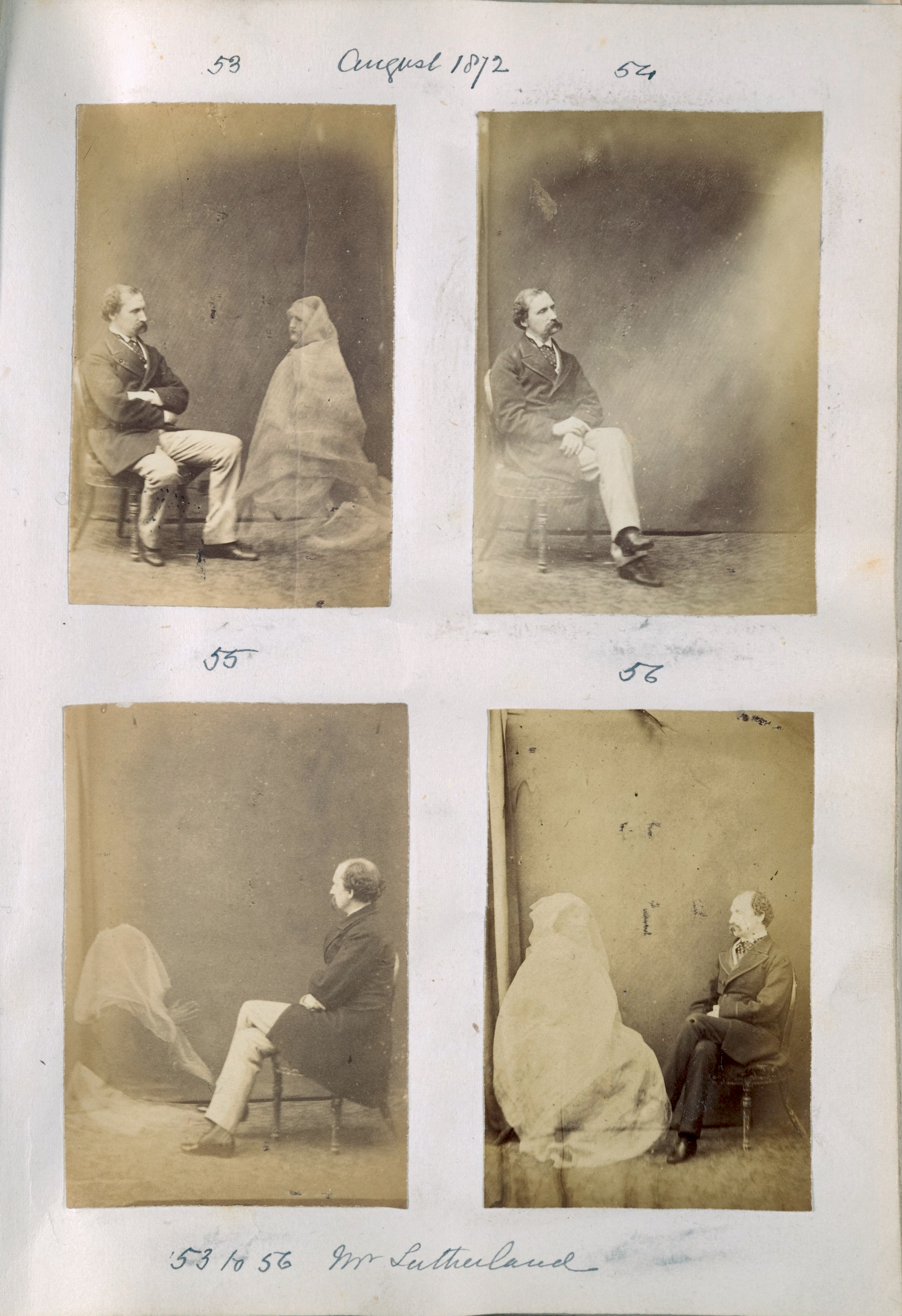
Fotografie – dokumenty graficzne

Dokument (z łac. documentum od doceo „uczę”) – rzeczowe świadectwo jakiegoś zjawiska sporządzone w formie właściwej dla danego miejsca i czasu.

## Podział dokumentów
Według sposobu sporządzenia, rozróżnia się dokumenty wizualne, w tym piśmiennicze (np. rękopisy, druki, książki, czasopisma) i niepiśmiennicze (graficzne, np. fotografie, plany, mapy, dzieła sztuki), audialne (np. taśmy i płyty dźwiękowe) i audiowizualne (np. filmy). Według wzajemnych odniesień dokumenty określa się jako pierwotne (w formie, jaką nadał im twórca), wtórne, dokładnie odwzorowane (duplikat, odpis, kopia) i pochodne, zawierające informacje o dokumencie pierwotnym i jego zawartości.
W różnych okolicznościach pojęcie dokumentu może różnić się szczegółami interpretacyjnymi:
- W nauce jest to przedmiot, który ilustruje lub uzasadnia pogląd naukowy. W naukach zajmujących się przeszłością, dokumentem może być rzecz, która w zamierzeniu twórcy (autora) niczego nie miała dokumentować; jest to tzw. dokument epoki.
- W bibliotekoznawstwie jest to każde źródło informacji zapisane na nośniku materialnym, nadające się do wykorzystania w celach informacyjnych, badawczych lub jako dowód np. rękopis, druk, grafika, obiekt muzealny, dzieło sztuki itp[2].
- W prawie to przedmiot stanowiący dowód prawa, stosunku prawnego lub okoliczności, która może mieć znaczenie w sprawie lub fakty będące podstawą ustalenia stanu prawnego. Zwykle sporządzony w formie określonej przepisami i zaopatrzony w środki uwierzytelniające (podpisy, pieczęcie).
- W administracji dokument urzędowy to sporządzone przez organ państwowy lub samorządowy wyrażenie woli, regulujące konkretną sprawę.
- W rachunkowości to pismo dotyczące zmian w stanie majątkowym przedsiębiorstwa. Zadekretowany do zaksięgowania staje się dowodem księgowym.
- W informatyce dokument oznacza określony typ pracy zapisywanej do pliku, czyli dokument binarny (dokument cyfrowy).

Według ustawy o ochronie informacji niejawnych: dokumentem jest każda utrwalona informacja niejawna, w szczególności na piśmie, mikrofilmach, negatywach i fotografiach, nośnikach do zapisów informacji w postaci cyfrowej i na taśmach elektromagnetycznych, także w formie mapy, wykresu, rysunku, obrazu, grafiki, fotografii, broszury, książki, kopii, odpisu, wypisu, wyciągu i tłumaczenia dokumentu, zbędnego lub wadliwego wydruku, odbitki, kliszy, matrycy i dysku optycznego, kalki, taśmy atramentowej, jak również informacja niejawna utrwalona na elektronicznych nośnikach danych.

## Rodzaje dokumentacji
- aktowa
- audiowizualna
- elektroniczna
- geodezyjno-kartograficzna
- techniczna

## Dokumenty tożsamości
- dowód osobisty (w tym także e-dowód)
- legitymacja
  - emeryta / rencisty
  - studencka
  - szkolna
- paszport

## Niektóre dokumenty niebędące dokumentami tożsamości
- książeczka wojskowa
- prawo jazdy